# Time Bandits
Time Bandits (Los héroes del tiempo en España, Los ladrones del tiempo en Argentina, Bandidos del tiempo en el resto de Hispanoamérica) es una película británica de fantasía y aventuras de 1981 coescrita, producida y dirigida por Terry Gilliam y protagonizada por John Cleese, Sean Connery, Shelley Duvall, Katherine Helmond, Ian Holm, Michael Palin, Craig Warnock, David Rappaport, David Warner y Ralph Richardson. El guion fue escrito por Gilliam junto a Michael Palin. La banda sonora fue compuesta por Mike Moran, y las canciones por George Harrison, quien también participó como productor ejecutivo.
El director Terry Gilliam se refirió a esta película como la primera en una "trilogía de la imaginación", seguida por Brazil (1985) y Las aventuras del Barón Munchausen (1989). Las tres mantienen como tema común la lucha por la imaginación y la libertad de pensamiento en un mundo que se opone a dichas ideas. Además, la temática es presentada a través de la óptica de cada uno de los protagonistas de los films mencionados, abarcando desde la mirada de un niño (Time Bandits) a la de un adulto (Brazil) y terminando con la de un hombre de edad avanzada (Las aventuras del Barón Munchausen).

## Sinopsis
Kevin es un niño con mucha imaginación, que disfruta de leer por las noches en su habitación, la cual esconde un increíble portal. Este funciona como agujero del tiempo, y a través de él llega un variopinto grupo de enanos que huyen de su amo, la Entidad Suprema. Los enanos huyen desde la época de los 7 días durante los que se realizó la creación del mundo, en la que ellos participaron creando los árboles. Tras esto el grupo le robó a la Entidad Suprema el mapa que detalla los distintos agujeros del tiempo, y huyen de su "jefe" desde entonces, mientras roban todo tipo de reliquias y riquezas.
Kevin sigue al revoltoso grupo y cae junto con ellos en uno de los agujeros, comenzando así a vivir varias aventuras a través del tiempo: primero conocen a Napoleón Bonaparte durante la Batalla del puente de Arcole, luego a Robin Hood durante la Edad Media y al Rey Agamenón durante una mítica Edad Antigua. Luego de viajar y hundirse con el RMS Titanic en 1912, son engañados por el némesis de la Entidad Suprema, Maldad, y llevados a la Era de las Leyendas y la Fortaleza de la Oscuridad final, donde tendrán que enfrentarse a él por el control del mapa y la salvación del Universo.

## Reparto
- Craig Warnock - Kevin
- David Rappaport - Randall
- Jack Purvis - Wally
- Kenny Baker - Fidgit
- Malcolm Dixon - Strutter
- Mike Edmonds - Og
- Tiny Ross - Vermin
- David Warner - El Mal
- Ian Holm - Napoléon
- John Cleese - Robin Hood
- Sean Connery - Agamemnon

## Temas
Se considera que el agujero del tiempo es la imaginación del protagonista, influido por la lectura de libros de ficción y su deseo de vivir aventuras y escapar de sus padres, quienes constantemente lo ignoran y viven sumergidos en una existencia consumista, y de su aburrida vida cotidiana.
Participan en la película cerca de la mitad de los componentes de la compañía Monty Python, que aportan su clásico humor negro y estilo irreverente, realzando el ambiente satírico que subyace en el film. Fue el primero de tres filmes dirigidos por Gilliam con un personalísimo estilo visual que aparecería posteriormente como elemento común de sus filmes Brazil (1985) y Las aventuras del Barón Munchausen (1988).